# Kościół św. Stanisława Biskupa i św. Tomasza Apostoła w Piotrawinie
Kościół św. Stanisława Biskupa i św. Tomasza Apostoła w Piotrawinie – rzymskokatolicki kościół parafialny zlokalizowany w miejscowości Piotrawin w powiecie opolskim (województwo lubelskie). Funkcjonuje przy nim parafia św. Tomasza Apostoła i św. Stanisława.

## Historia
Pierwsze wzmianki o lokalnej parafii pochodzą z 1326, a także z lat 1354-1355. Pierwotny kościół z drewna miał zostać wybudowany w 1076. Obecna świątynia murowana powstała obok niego z fundacji kardynała Zbigniewa Oleśnickiego w latach 1440-1441 (było to wotum dziękczynne za objęcie biskupstwa krakowskiego; Oleśnicki żywił silny osobisty kult do św. Stanisława i uważał się za naśladowcę i kontynuatora idei politycznych biskupa). Stary kościół przeniesiono do Biskupic, a w jego miejscu pobudowano kaplicę z cegły. Około 1595 obiekt remontowano, a kolejne prace przeprowadzono pomiędzy 1603, a 1611, natomiast kaplicę naprawiano w latach 1620-1640. Przed 1650 stan kościoła był ponownie zły. W XVIII wieku powstały nigdy nie zrealizowane projekty rozbudowy świątyni albo też wzniesienia nowej, czego inicjatorem był biskup Kajetan Ignacy Sołtyk (pozostałości zgromadzonych elementów są eksponowane w ogrodach przykościelnych). W 1791 zmieniono dach świątyni, a w 1798 kaplicy. W 1791 od zachodu dobudowano kruchtę, którą w całkowicie przebudowano w 1869. Restauracje kościoła nastąpiły w latach 1858, 1866, 1867, a remont generalny w 1869 i w 1899. Wnętrze odnawiano w 1918 i 1930. Podczas walk II wojny światowej w 1944 kościół i kaplicę uszkodzono. Odbudowano go w 1945.

## Architektura
Ceglany (układ polski z zendrówką), orientowany, oszkarpowany, jednonawowy, trójprzęsłowy kościół stoi w centrum cmentarza. Oprócz kaplicy towarzyszy mu dzwonnica z 1798. Nawa zamknięta jest węższym i niższym prezbiterium, które jest zamknięte trójbocznie. Towarzyszy mu od południa starsza zakrystia sklepiona kolebkowo i nowsza (obecnie kaplica) od północy. W nawie i prezbiterium występują sklepienia sieciowe spięte zwornikami z herbami Dębno. 
Elewacje z maculcami i szkarpami (częściowo przemurowanymi w 1798) ożywione są pasami fryzu z cegieł układanych na kant, jak również gzymsem. W elewacji zachodniej znajduje się ostrołukowy portal i dawny otwór okienny pierwotnie zamknięty ostrołukowo, potem zamurowany i zwieńczony łukiem odcinkowym. Szczyt wschodni jest trójkątny i ma otwór okienny na osi. Kościół kryją dachy dwuspadowe z dachówką karpiówką. Przed 1650 usunięto z dachu sygnaturkę.

## Galeria – kościół

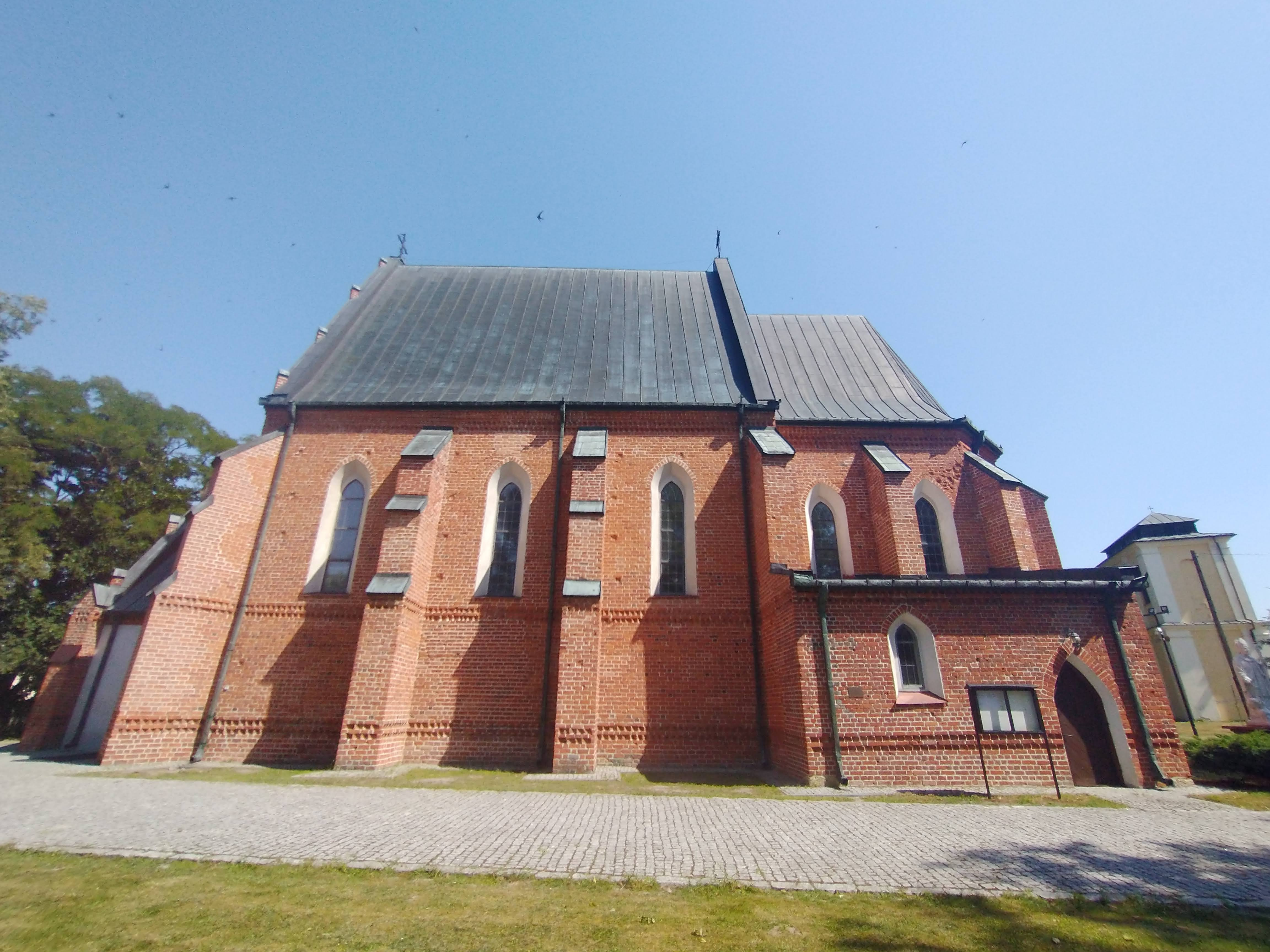
Elewacja południowa
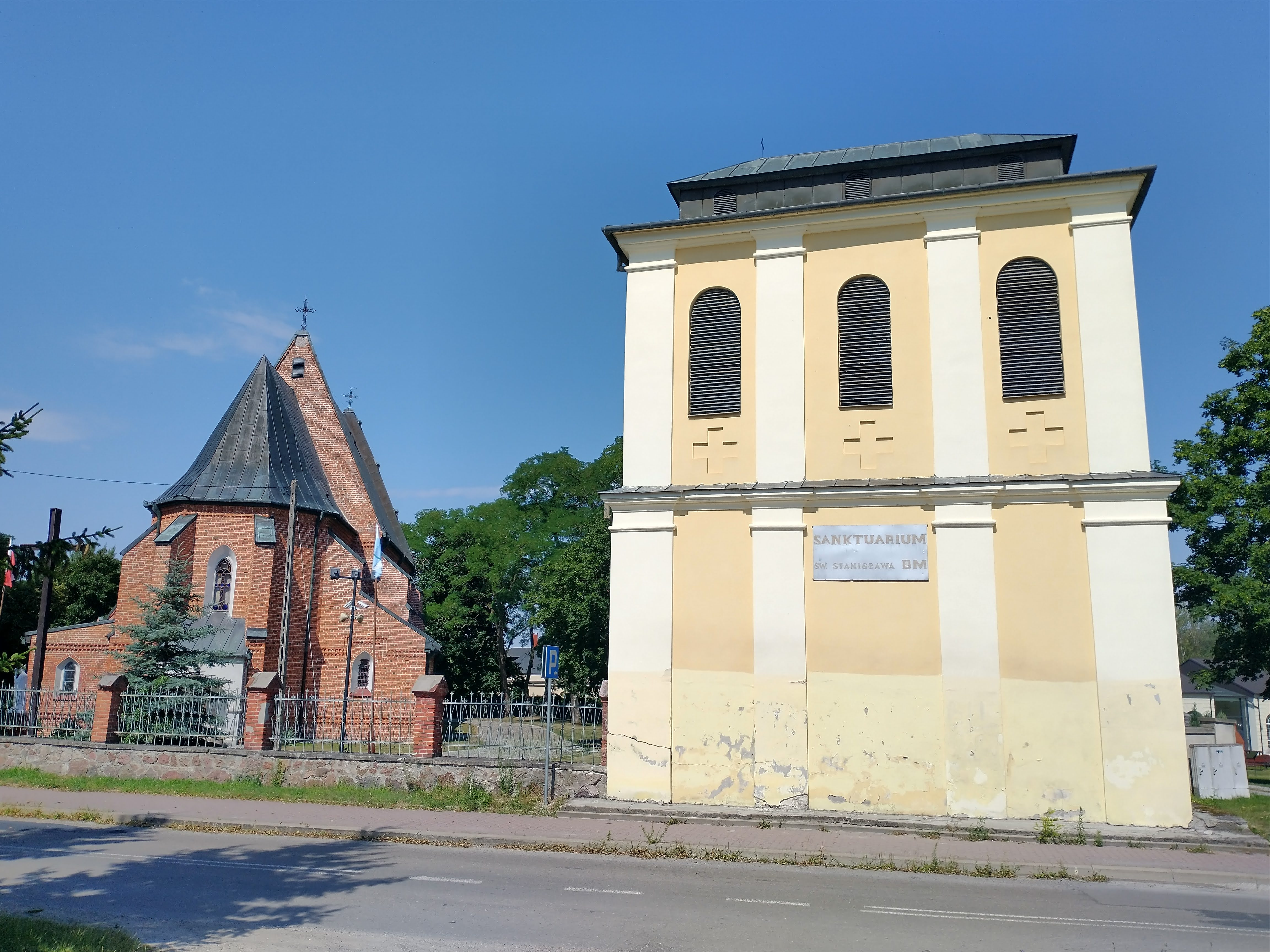
Dzwonnica i prezbiterium
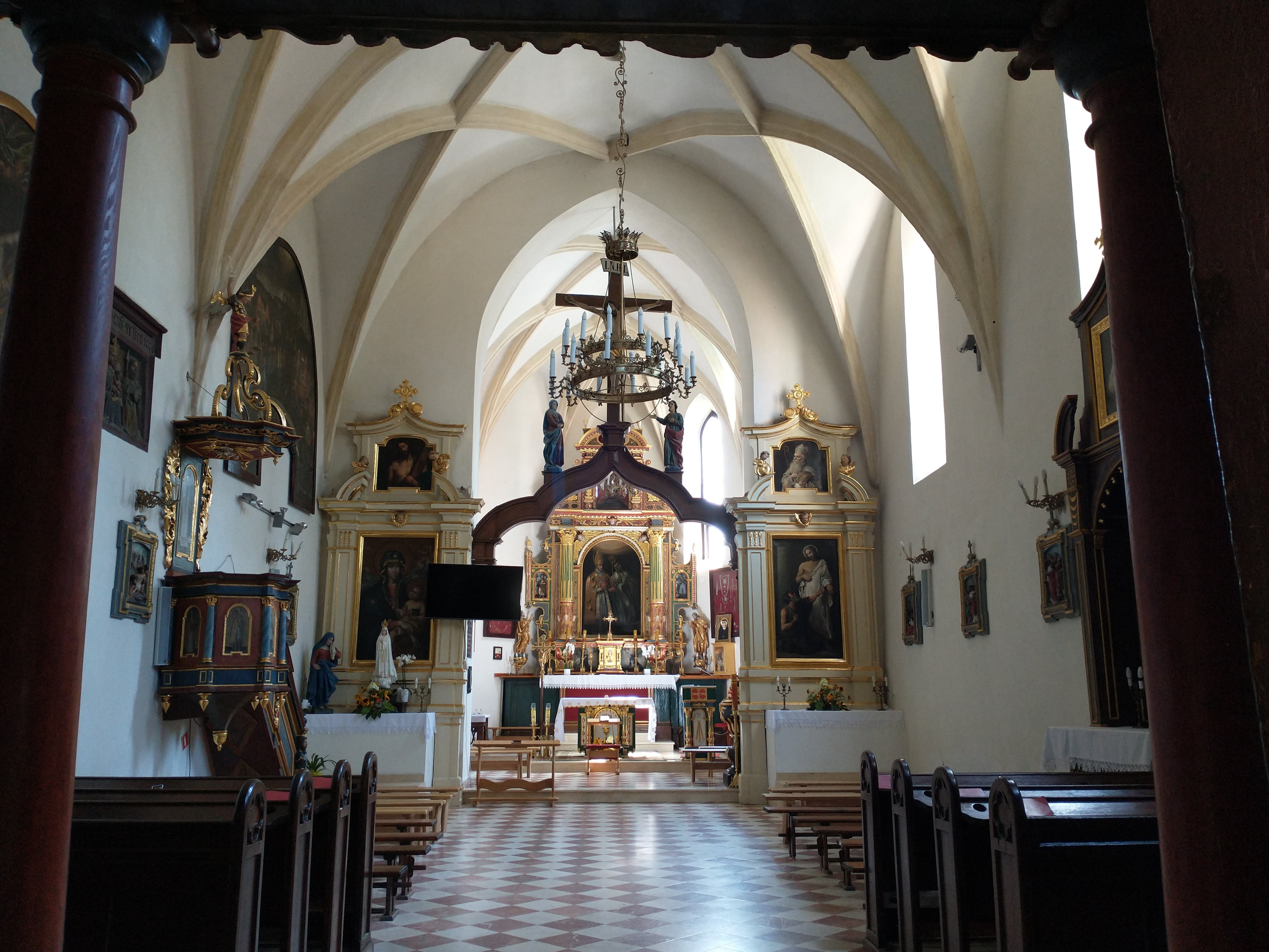
Wnetrze
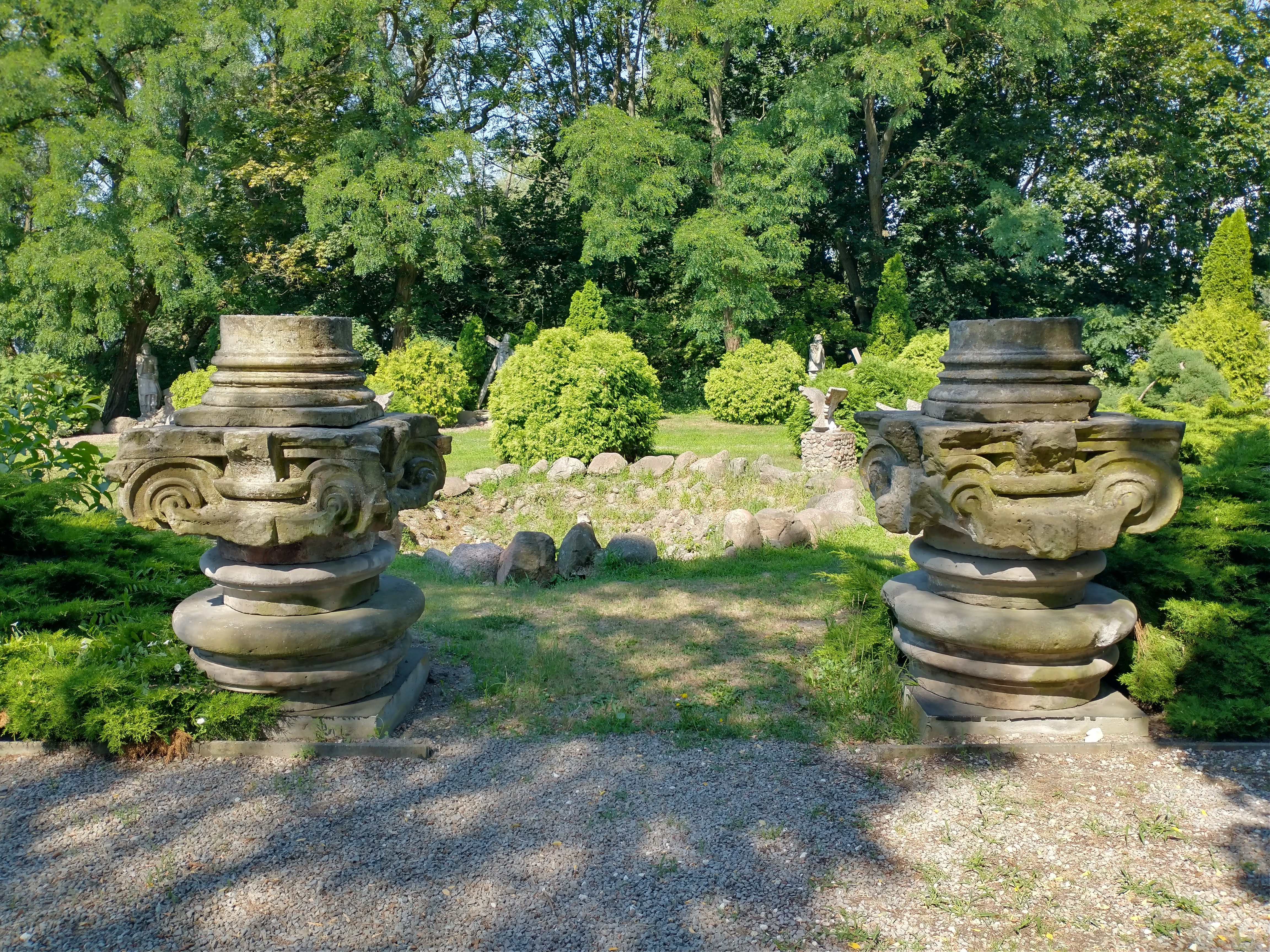
Elementy niezrealizowanego kościoła
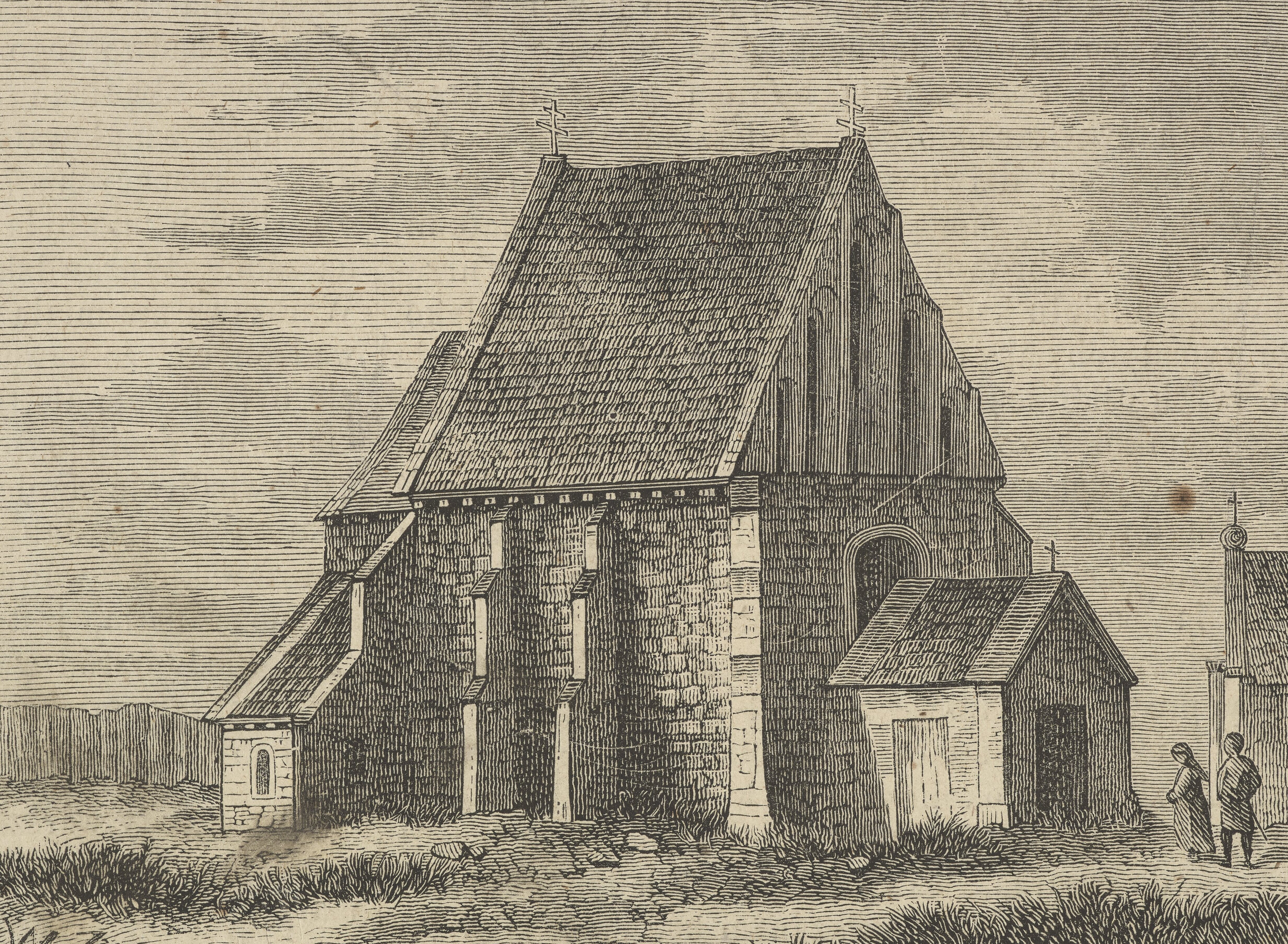
Widok kościoła, 1869

## Kaplica Piotrowina
Przy południowo-zachodnim narożu świątyni stoi wzniesiona na rzucie prostokąta kaplica św. Stanisława Biskupa. Pierwotnie kryta była baniastą kopułą, a w 1798 przekrycie zmieniono na dach namiotowy z zachowaniem poprzednich gzymsów. W 1858 podwyższeniu uległy ściany kaplicy oraz ponownie przekształcono dach, na obecny. Ściany obiegają (analogiczne jak w kościele) dwa pasy ceglanego fryzu. Wewnątrz umieszczona jest gotycka płyta nagrobna Piotra Strzemieńczyka (Piotrowina) wskrzeszonego przez św. Stanisława, którą wmurowano w północną ścianę. W centrum spoczywa płyta z 1640 ufundowana przez Szymona Koludzkiego, lokalnego rektora. 
Na elewacji umieszczona jest tablica erekcyjna z klęczącym Zbigniewem Oleśnickim, który wręcza Madonnie tronującej z Dzieciątkiem na ręku, w asyście św. Tomasza Apostoła, model kościoła.
Forma, w tym dekoracyjność i detal obu obiektów (kościoła i kaplicy) są typowe dla XV-wiecznej architektury gotyckiej w Polsce. Chodzi głównie o układ żeber, kompozycję szczytu zachodniego, a także dekorację ścian. Oprócz wartości zabytkowych świątynia ma istotne znaczenie jako ogniwo kultu św. Stanisława Szczepanowskiego, Patrona Polski.

## Galeria – kaplica

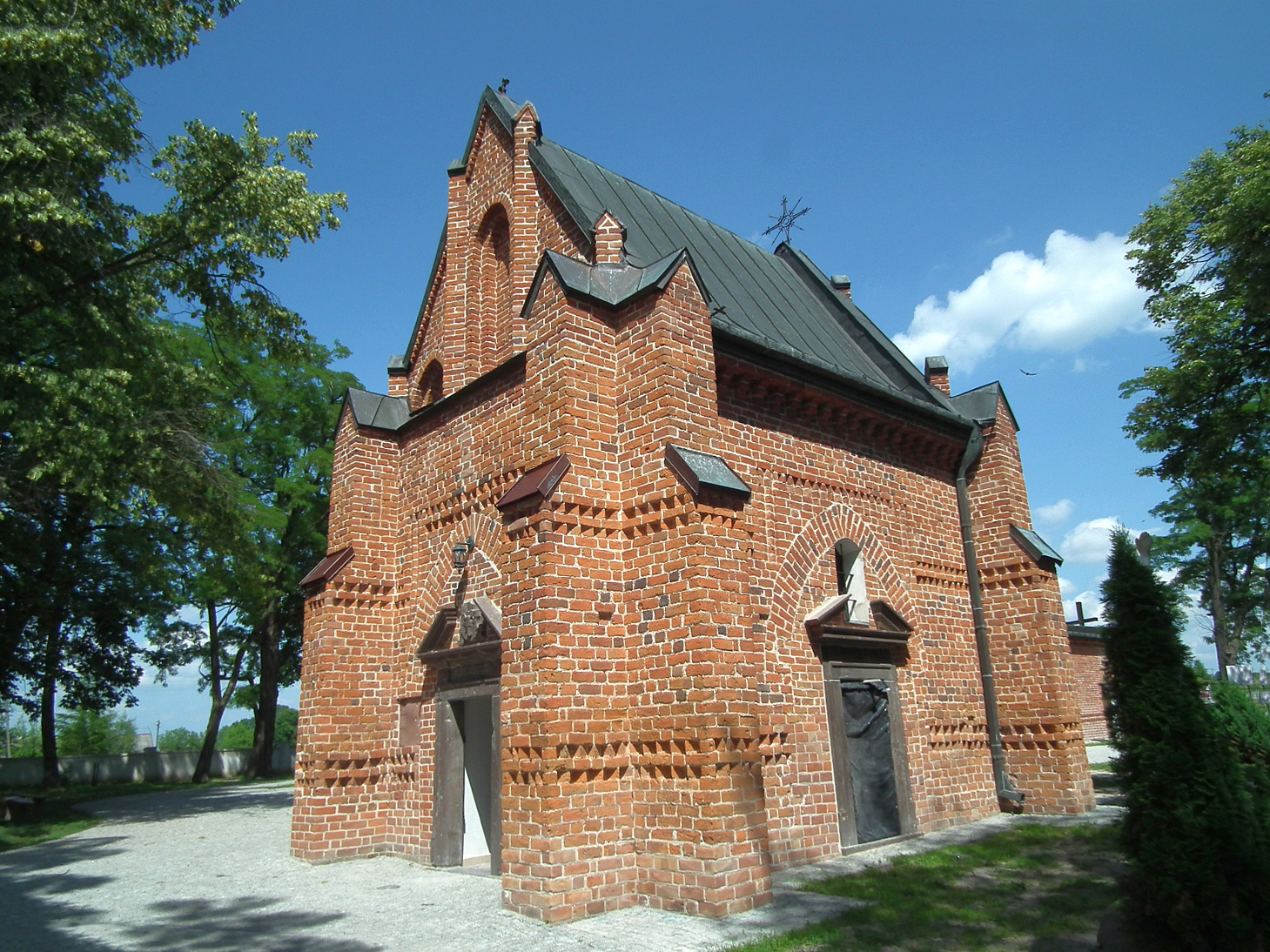
Kaplica Piotrowina
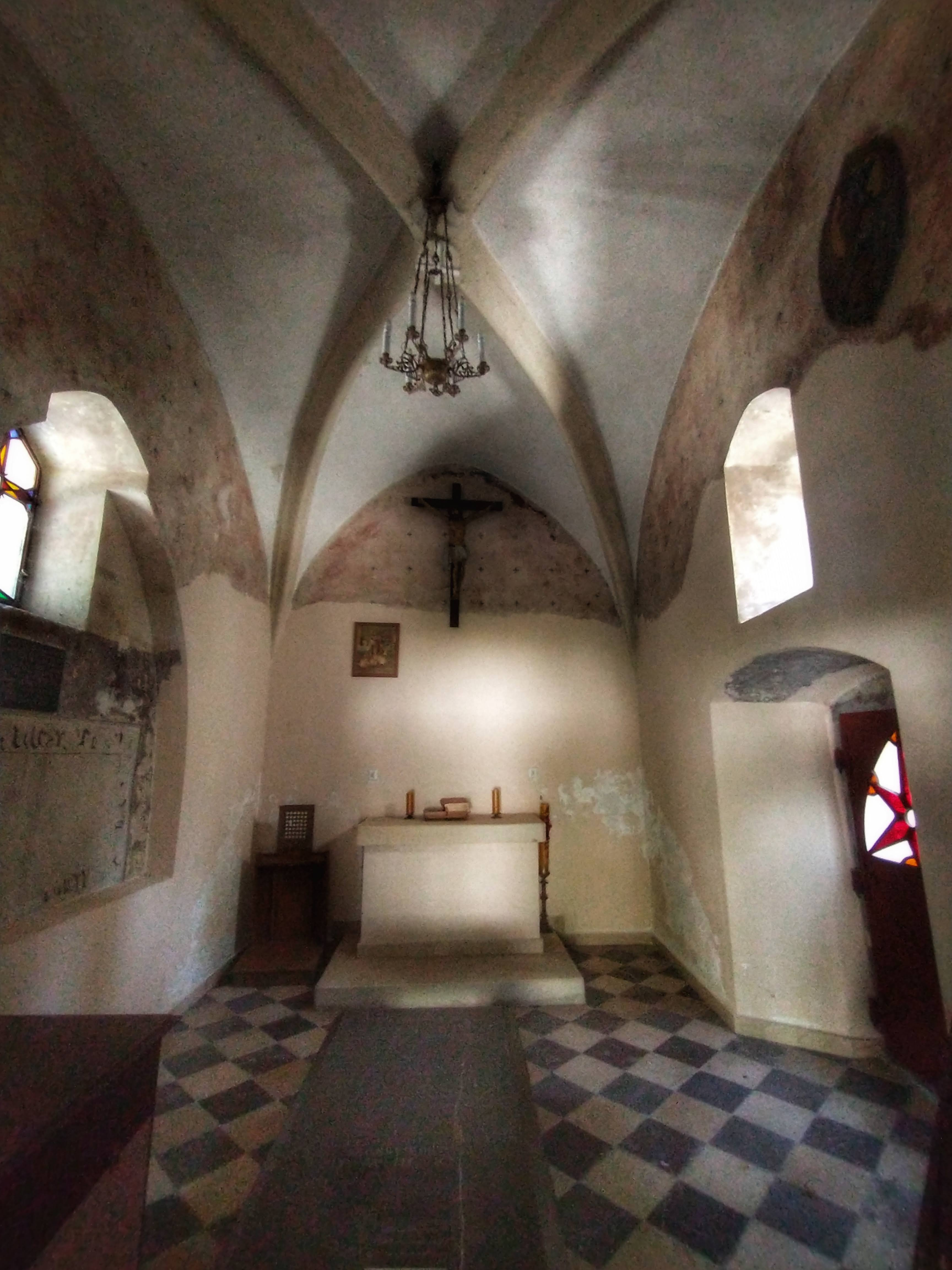
Wnętrze
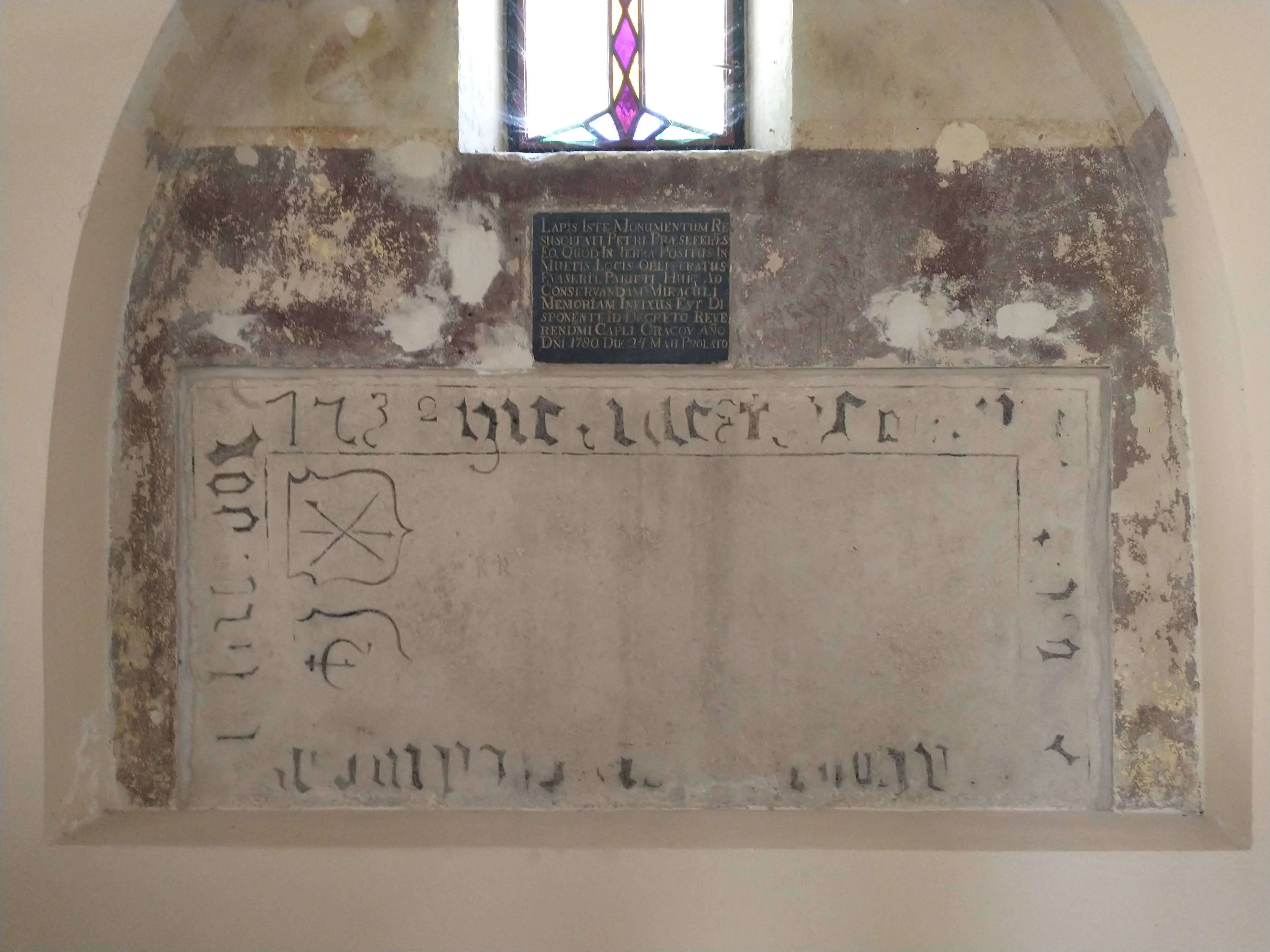
Stara tablica
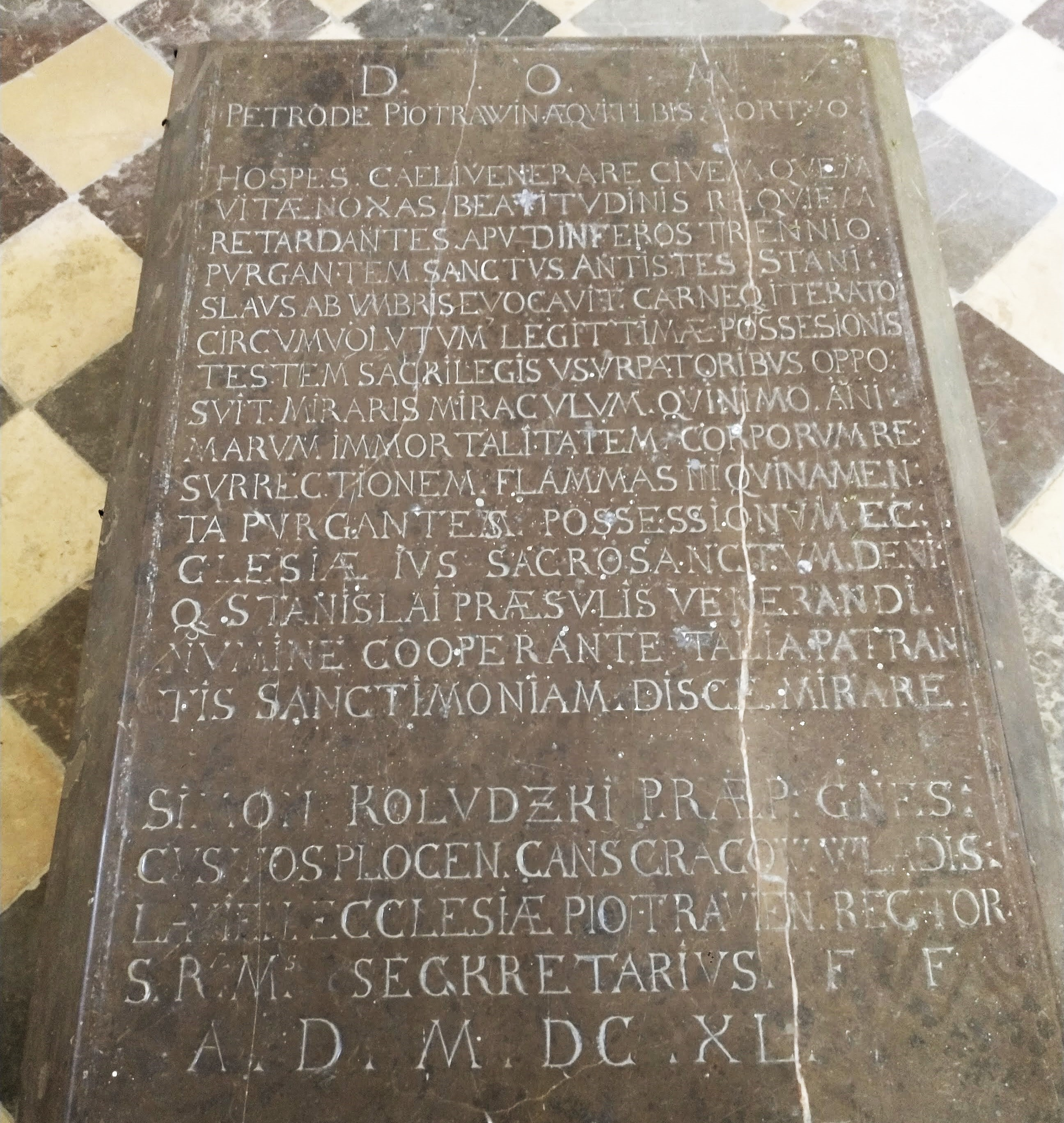
Nowa tablica (1640)
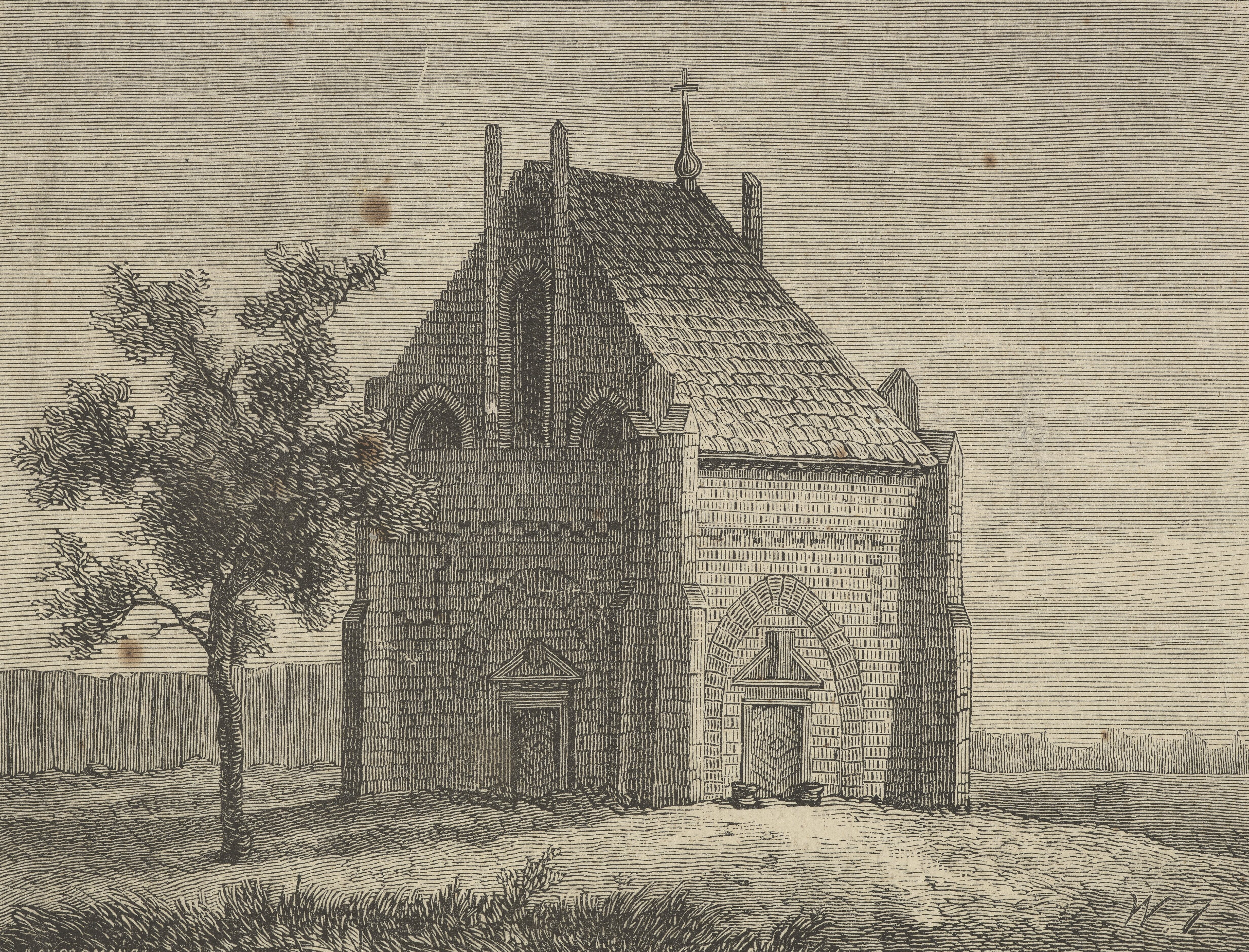
Widok kaplicy, 1869
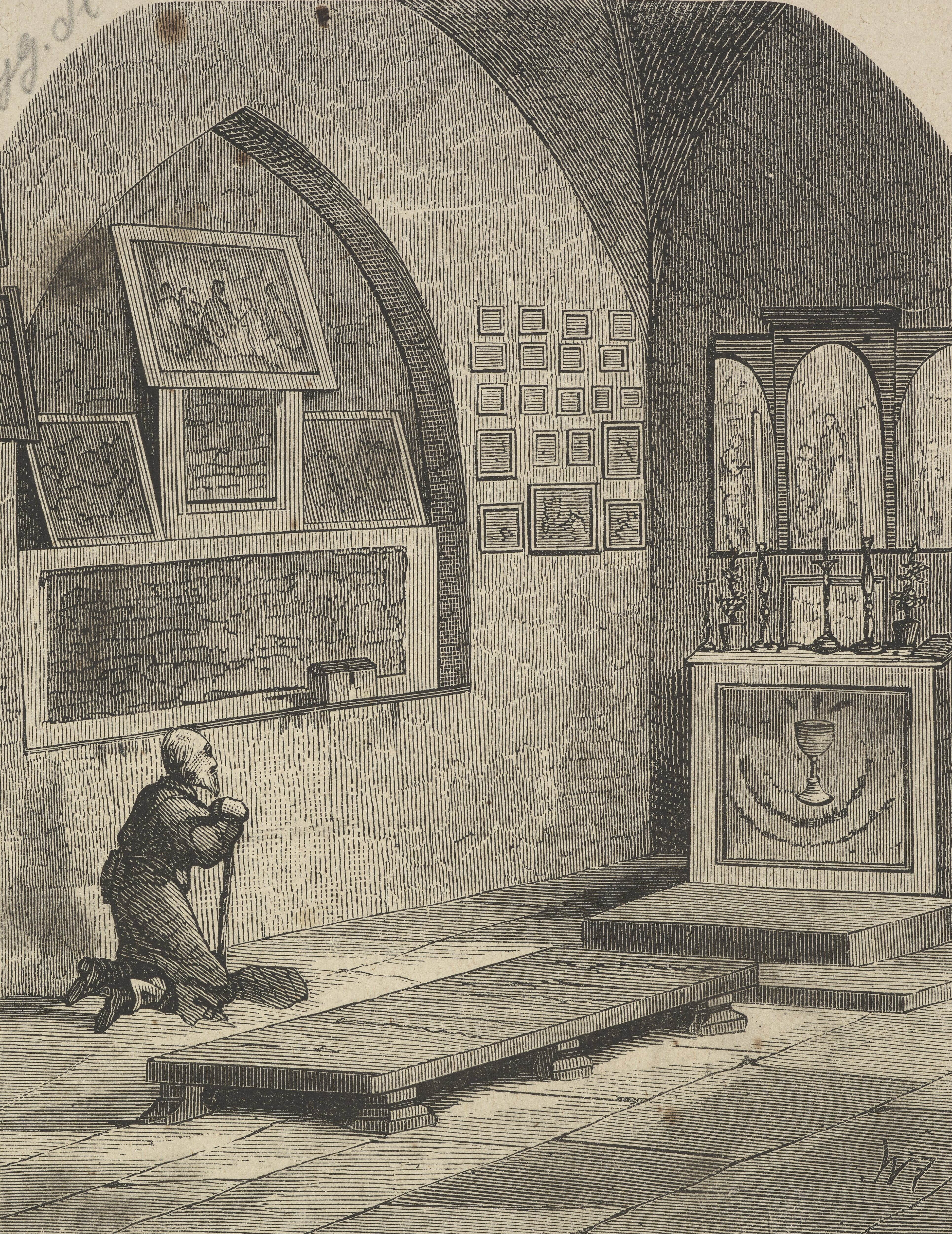
Wnętrze kaplicy, 1869